# ベリル・マクバーニー
ベリル・ユージニア・マクバーニー（1913年11月2日 - 2000年3月3日）は、 トリニダード島出身のダンサー。 リトル・カリブ劇場を設立し、トリニダード・トバゴの文化と芸術の振興を生涯の仕事とした。 トリニダード・トバゴの文化的正統性を高め、究極的には、人々が心理的かつ健全な形で独立性を持つための武器になるようにと考えたのである。 マクバーニーは生涯をダンスに捧げ、近代トリニダードの大衆文化に多大な影響を与えている。 

## 生い立ち
8歳の時、マクバーニーは、地区の慈善コンサートで「シカモアの木」を歌うよう招待を受けた。その後すぐに、近隣から子供たちを集め、合唱団の組織に取りかかった。計画された最初のコンサートは実現しなかったが、仲間たちとともに近隣から椅子を借りて再び試みたところ、このコンサートの評判は良かった。この成功が彼女の背中を押した。   
ベリル・マクバーニーは子供の頃にダンスを始め、 ポートオブスペインのトランキリティ女学校（Tranquility Girls' School）でダンスや芝居によく出演していた。若い頃に踊ったのは、教師の教えるスコットランドのリールやジグ、その他、イギリスの民俗舞踊である。その美しさは理解していたが、彼女はそこに留まってはいなかった。十代の頃、「民族の心」を鼓舞することに集中しようと決意した。彼女の愛する踊りとは、「時に、普通の人々の歴史や生き方を照らし出すもの」なのであった。

## 名声の高まり
トランキリティ女学校を出た後、マクバーニーは教師となり、校内でのコンサートや芝居、オペレッタなどにまつわる課外活動に積極的に関わった。機会をとらえては踊り、また同時に、ピアノと発声を鍛え上げた。
Mausica教員養成学校で学んだマクバーニーは、まずポートオブスペインで教職に就いた。またトリニダードの民俗学者アンドリュー・カー（Andrew Carr）とともに国内を巡った後には、民俗舞踊を仕事にすることに決めた。トリニダード・トバゴで失われつつあった数多の旋律や民俗舞踊がマクバーニーに救い出され、彼女の踊りの中に生かされた。1938年、彼女はニューヨークのコロンビア大学に入学し、モダンダンスの開拓者であるマーサ・グレアムのもとでダンスを学んだ。さらに、同じくアメリカのモダンダンサーであり振付家のチャールズ・ワイドマン（Charles Weidman）、アフリカ系アメリカ人の振付家キャサリン・ダナム（Katherine Dunham）とも活動をともにし、エミール・ジャック＝ダルクローズの弟子であるエリサ・フィンドレー（Elisa Findlay）のもとでリトミックも学んだ。またニュー・ダンス・グループ（New Dance Group）でトリニダードのダンスを教えた。
ベリル・マクバーニーは伝統的なカリブのダンスを広めた最初の人物である。1938年にキャサリン・ダナムがシカゴからＮＹにやって来た時、マクバーニーは彼女に西インド諸島のリズムやダンスを個人指導し、トリニダードのシャンゴ（Shango）信仰の儀礼で歌われる歌や、死者を悼む踊りであるボンゴ（Bongo）、棒を使って二人で闘う様子を模した踊りカリンダ（Kalinda）などを教えている。
1940年、マクバーニーは一時的にトリニダードに帰国し、ポートオブスペインのエンパイア劇場で『熱帯を巡る旅（A Trip Through the Tropics）』を上演した。カリブやブラジルの踊りを、ニューヨークのモダンダンスと組み合わせ、ヴァグナーや ベートーベン、バッハの音楽に乗せ、大勢の観客の前で踊った。チケットは完売であった。 
1941年にＮＹに戻ると、マクバーニーは1945年までそこで過ごした。この時期、彼女は西インド諸島のダンスを教えるクラスを開講するとともに、楽しく学ぶことのできる資料をまとめ、レクチャーやデモンストレーション、公演などで用い始めた。 また1943年には、トリニダード出身の歌手サム・マニング（Sam Manning）と共演し、唯一世に知られているカリプソのサウンディーズ（レストランやバーに置かれた映像付きジュークボックス用の短編映画）『石切り場の道（Quarry Road）』を製作した。 1942年にパール・プリマス（Pearl Primus）が学んでいたニュー・ダンス・グループでもマクバーニーは人気講師となった。キャサリン・ダナムと同じくプリマスもマクバーニーから西インド諸島のダンスを習い、このグループの一員となってＮＹの様々な舞台に出演した。   
マクバーニーは、1941年、「ラ・ベル・ロゼット（La Belle Rosette）」という芸名で舞台に立つようになった。当時は若き劇場関係者で、後に慈善活動家となるルイーズ・クレイン（Louise Crane）が、近代美術館（MOMA)の「カフェ・コンサート」での上演を依頼した。詩人のヒルダ・ドゥーリトル（Hilda Doolittle）がこの上演について非常に好意的な評を書いている。 これに続いて「ラ・ベル・ロゼット」は、ドリス・ハンフリーやマーサ・グレアムとともにブルックリン・アカデミー・オヴ・ミュージックや92nd Street Yにも出演した。1942年6月、マクバーニーはウィンター・ガーデン劇場でヒットしたブロードウェイ・ミュージカル・レヴュー『サンズ・オ・ファン（Son O'Fun）』でカルメン・ミランダの代役を務めた。ＮＹの『ピープルズ・ヴォイス』に出た評によれば、「才能あるトリニダード人の演者であるベル・ロゼットは、ヒット中の舞台『サンズ・オ・ファン』でカルメン・ミランダの代役を務めることになっているが、日曜の晩、ユダヤ青年協会に集まった熱狂的な観客に対して、ブロードウェイ用語でいうところの“素質”を持っていることを十分に示した」。 1942年から1945年の間、マクバーニーはハンター・カレッジ、ヘンリー・ストリート・セトルメント・プレイハウス、マディソン・スクエア・ガーデンズ 、 ヴィレッジ・ゲイト 、ニューヨーク・シティ・カレッジなどで舞台に立った。 この時期、彼女は自分の活動に活かすため、コロンビア大学へさらに２学期通い、演劇、絵画、音楽、その他の芸術のコースで学んだ。

## リトル・カリブ劇場の創設
ＮＹでの人気が絶頂だった1945年、マクバーニーはアメリカを離れ、トリニダード・トバゴ政府の教育局で舞踊教師となった。1948年にはトリニダードで初の、常設の民俗舞踊団と劇場を作った。最初の公演は1948年のカーニヴァル前夜祭で、ポートオブスペインのウッドブルックに新設されたリトル・カリブ劇場における「ベイレイ（Bele）」であった。建物の起工式を行ったのは、1948年にカリブ・ツアー中だったポール・ロベソン（Paul Robeson）である。 これ以降マクバーニーが作った作品は数多く、『トーキング・ドラム（Talking Drums）』、スティールパンの楽隊を伴ってジュヴェイ（カーニヴァルでの路上パーティー）の踊りが演じられる『カーニヴァルのベイレイ（Carnival Bele）』、『砂糖の踊り（Sugar Ballet）』、『カリブ周遊（Caribbean Cruise）』『パラン（Parang）』等が特筆される。なお彼女はパラン音楽の始祖の一人と見なされている。
1960年代までには、リトル・カリブ舞踊団の作品は国外でも知られるようになり、1952年のプエルトリコでのカリブ芸術祭、1955年のジャマイカ300周年祭、1958年4月のトロント連邦議会の開会式などで上演された。1958年のカナダでの上演は、カナダにおけるカリブ文化の受容に影響を与えた。1960年代に始まるカリバナ（Caribana。トロントでのカリビアン・カーニヴァル）への筋道を付けることになったのである。 1965年、リトル・カリブの建物はポートオブスペインでは維持できなくなり、ひとまず閉鎖された後、三年後に再建された。しかしながら常設舞踊団は解散し、マクバーニーは子供たちへの指導に注力した。 

## 認知と晩年
1950年、マクバーニーは教育局の舞踊監督に任命された。ブリティッシュ・カウンシルはイギリスおよびヨーロッパをまわる巡演に彼女を送り出した。1959年には大英帝国勲章、1969年にはトリニダード・トバゴのハチドリ金メダルが送られた。 1976年に西インド諸島大学から法学の名誉博士号が送られ、1978年にはアメリカでアルヴィン・エイリー劇場の20周年記念ガラにおいて、キャサリン・ダナム、パール・プリマスとともに名誉を讃えられた。1989年、その芸術振興への貢献が認められ、当時のトリニダード・トバゴで最高の国家的顕彰であるトリニティ・クロスが送られた。マクバーニーは2000年3月に死去した。

## 参照資料
1. ↑  "McBurnie, Beryl", Encyclopedia of African-American Culture and History.
2. ↑  "People of the Century: Beryl McBurnie". Archived 19 February 2008 at the Wayback Machine., The Trinidad Express, 12 April 2000.
3. ↑  Biography of Beryl McBurnie, NALIS Trinidad and Tobago “Archived copy”. 2008年2月19日時点のオリジナルよりアーカイブ。2008年2月17日閲覧。
4. 1 2 3 4 5 6 7  Molly Ahye, Cradle of Caribbean Dance, 1983.
5. 1 2  “The Flowering Of La Belle Rosette.” (2008年12月22日). 2013年4月9日閲覧。
6. 1 2  Stephen Bourne, Obituary, London Independent, 8 July 2000.
7. ↑  Pearl Connor, "Beryl McBurnie" (obituary), The Guardian (London), 29 April 2000.
8. ↑  Trevor Carmichael, Passport to the Heart: Reflections on Canada-Caribbean Relations. Jamaica: Ian Randle Publishing, 2001.
9. ↑  "National Awards Recipients 1969 – 1979". Archived 5 March 2016 at the Wayback Machine., NALIS.
10. ↑  “McBurnie lived to dance”. The Trinidad Guardian (2012年1月4日). 2012年12月11日時点のオリジナルよりアーカイブ。2012年1月21日閲覧。